# Limbi celtice
Limbile celtice sunt o ramură a limbilor indo-europene derivată din limba proto-celtică, numită și „celtica comună”. Pentru prima dată cuvântul celtic a fost folosit pentru a denumi această familie a limbilor de către Edward Lhuyd, în 1707.
Altădată vorbite pe mari teritorii ale Europei Occidentale, Centrale și Meridionale, inclusiv Peninsula Iberică, teritoriile Franței de azi și Insulele Britanice, astăzi, limbile celtice mai sunt în uz în: Irlanda, Scoția, Țara Galilor, Bretania, Cornwall și Insula Man și, de asemenea, în comunitățile minoritare ale popoarelor celtice din alte regiuni ale lumii, îndeosebi în Statele Unite, Canada, Australia și Noua Zeelandă. Se observă procesul lent de revitalizare, în toate ariile de folosire a limbilor celtice.
În trecut, limbile celtice au fost deseori categorisite împreună cu limbile italice, formând ramura comună a limbilor italo-celtice, așa cum se procedează cu limbile slave și baltice. Astăzi, ipoteza aceasta este, în general, considerată eronată, lingviștii și etnologii propunând teoria de contact intensiv între popoarele preceltice și preitalice, care rezultă din suprapunerea parțială a ariilor locuite de ele.

## Clasificare
Există două modele de clasificare a limbilor celtice: cel mai vechi model le împarte prin criteriul schimbării fonetice a consoanei labiovelare /kʷ/ în /p/ sau [k(ʷ)]. Al doilea model spune că criteriul decisiv de „frângere” a comunității protocelte a fost distanța dintre popoare, grupul hispanoceltic fiind cel dintâi care s-a separat, iar schimbarea /kʷ/ în /p/ sau [k(ʷ)] s-a întâmplat, în mod independent, ca și schimbarea asemănătoare a aceluiași sunet din latină în română și sardă.
Mai jos, sunt prezentate ambele modele de clasificare:
Criteriul geografic
- limbi celtice continentale
  - limba galică
    - limba galațiană
    - limba lepontină
    - limba norică

  - limbi hispano-celtice
    - limba celtiberică
    - limba galaică
    - limba lusitană (clasificare incertă)
    - limba tartesică
- limbi celtice insulare
  - limbi britonice
    - limba britanică
      - limbi britonice occidentale
        - limba cumbrică
        - limba galeză

      - limbi britonice meridionale
        - limba bretonă
        - limba cornică

    - limba pictă (clasificare incertă)

  - limbi goidelice
    - limba irlandeză veche
      - limba irlandeză
      - limba manx
      - limba scoțiană

Criteriul fonetic
- limbi P-celtice
  - limbi britonice
    - limba britanică
      - limbi britonice occidentale
        - limba cumbrică
        - limba galeză

      - limbi britonice meridionale
        - limba bretonă
        - limba cornică

    - limba pictă (clasificare incertă)

  - limba galică
    - limba galațiană
    - limba lepontină
    - limba norică
- limbi Q-celtice
  - limbi goidelice
    - limba irlandeză veche
      - limba irlandeză
      - limba manx
      - limba scoțiană

  - limbi hispano-celtice
    - limba celtiberică
    - limba galaică
    - limba lusitană (clasificare incertă)
    - limba tartesică

## Universități care propun cursuri de limbi celtice

### Europa
- Université Rennes 2 Haute Bretagne - Skol-Veur Roazhon 2 (Franța)
- Université de Bretagne occidentale - Skol Veur Breizh-Izel (Franța)
- Universitatea din Cardiff
- Universitatea Țării Galilor din Aberystwyth
- University of Highlands and Islands - Sabhal Mór Ostaig (Scoția, din Regatul Unit)
- University College Cork (Irlanda)
- Universitatea din Marburg
- University College Dublin
- Universitatea din Aberdeen
- Universitatea din Bonn
- Universitatea din Glasgow
- Universitatea din Oxford
- Universitatea din Moscova
- Universitatea din Viena
- Universitatea din Utrecht

### America de Nord
- Universitatea "Harvard"
- New College of California (programul de studii irlandeze)
- Universitatea "Sf. Maria", Halifax, Noua Scoție, din Canada (programul de studii irlandeze)
- Universitatea "Sf. Francisc Xaveriu", Antigonish, Noua Scoție
- Universitatea Berkeley din California
- Universitatea din Ottawa
- Universitatea din Toronto